# Кшчонув-Третій
Кшчонув-Третій (пол. Krzczonów Trzeci) — село в Польщі, у гміні Кшчонув Люблінського повіту Люблінського воєводства.
Населення — 387 осіб (2011).

## Демографія
Демографічна структура станом на 31 березня 2011 року:
|          | Загалом | Допрацездатний вік | Працездатний вік | Постпрацездатний вік |
| -------- | ------- | ------------------ | ---------------- | -------------------- |
| Чоловіки | 190     | 38                 | 134              | 18                   |
| Жінки    | 197     | 42                 | 102              | 53                   |
| Разом    | 387     | 80                 | 236              | 71                   |